# 44.º Prêmio Vladimir Herzog
O 44º Prêmio Vladimir Herzog teve os seus vencedores anunciados no Teatro da Pontifícia Universidade Católica de São Paulo no dia 25 de outubro de 2022.

## Vencedores

###### Arte
| Revista Piauí           | Carol Ito | “Três mulheres da Craco” | Vencedora      |
| Jornal Tribuna do Norte | Brum      | “Pós-Estupro”            | Menção honrosa |

###### Fotografia
| Extra       | Domingos Peixoto | “A dor da fome”                                                                   | Vencedora      |
| Plataforma9 | Fabio Teixeira   | “A narrativa desumanizante em torno dos assassinatos policiais no Rio de Janeiro” | Menção honrosa |

###### Livro-reportagem
| Companhia das Letras | Eliane Brum                           | “Banzeiro òkòtó: Uma viagem à Amazônia Centro do Mundo”            | Vencedora      |
| Editora Objetiva     | Natalia Viana                         | “Dano colateral: A intervenção dos militares na segurança pública” | Menção honrosa |
| Editora Panda Books  | Bruna Ribeiro + Tiago Queiroz Luciano | “Meninos malabares: retratos do trabalho infantil no Brasil”       | Menção honrosa |

###### Produção Jornalística em Áudio
| Agência Pública  | Ciro Barros + Ricardo Terto + José Cícero da Silva + Alexandre de Maio + Natalia Viana | “O que os olhos não veem” | Vencedora      |
| Rádio Escafandro | Tomás Chiaverini                                                                       | “Não sou mais o Pedro”    | Menção honrosa |

###### Produção Jornalística em Multimídia
| UOL        | Amanda Rossi + Saulo Pereira Guimarães + José Dacau + Flávio V M Costa + Lúcia Valentim Rodrigues + Yasmin Ayumi + Gisele Pungan + René Cardillo + Douglas Lambert + Olívia Fraga | “Mortes invisíveis”                                 | Vencedora      |
| Metrópoles | Mirelle Pinheiro | “A rota do tráfico humano na fronteira da Amazônia” | Menção honrosa |

###### Produção Jornalística em Texto
| The Intercept Brasil | Alice de Souza + Brenda Alcântara + Paula Bianchi | “Cercados e vigiados – PF legaliza seguranças que aterrorizam moradores de antiga usina de açúcar em Pernambuco” | Vencedora      |
| Repórter Brasil      | Daniel Camargos + Fernando Martinho               | “Mineração arada: quilombolas barram avanço de empresa Inglesa na Chapada Diamantina”                            | Menção honrosa |

###### Produção Jornalística em Vídeo
| Rede Globo                      | Alexandre Hisayasu + Valéria Oliveira dos Santos + Henrique Souza Filho + Alexandro de Oliveira Pereira + Luciane Marques de Oliveira + Wagner Luis Suzuki + Gustavo Pereira Pacheco + Everton Altafim + Anderson da Silva + Luciano Abreu | “Crianças yanomami sofrem com desnutrição e falta de atendimento médico”                           | Vencedora      |
| Globo – Fantástico              | Guilherme Belarmino + Marconi Matos + Eduardo de Paula + Marcos Barcarollo + Raphael Moura + Marco Aurélio Silva + Aline Lima + Esther Radaelli + Renato Nogueira Neto + André Alaniz + Flávio Lordello + Iuri Barcelos                    | “Não merecia ser humilhado”; PM arrasta suspeito em moto e recria cena da Escravidão em São Paulo” | Menção honrosa |
| TV ESA PE e TV Universitária PE | Silvia Bessa + Luiz Henrique Carneiro Siqueira + Marcionila Teixeira de Siqueira + Diego Vieira Nigro de Almeida | “Identidade, o direito à vida transvesti”                                                          | Menção honrosa |